# Elysiaca kuznetsovi
Elysiaca kuznetsovi är en insektsart som beskrevs av Alexander Fyodorovich Emeljanov 1972. Elysiaca kuznetsovi ingår i släktet Elysiaca och familjen Dictyopharidae. Inga underarter finns listade i Catalogue of Life.